# Sant Vicenç d'Estamariu
Sant Vicenç d'Estamariu és una església del municipi d'Estamariu protegida com a bé cultural d'interès local.

## Descripció
En origen, era una església de planta basilical, de tres naus capçades per tres absis semicirculars, i una nau transversal a manera de creuer inscrit. Les naus eren separades per pilars cruciformes. Les cobertes també han desaparegut, però en la descripció de Whitehill de l'any 1941 se'ns parla d'un embigat de fusta, que hauria substituït al segle xviii les cobertes originals de volta de canó a la nau central i de quart d'esfera a les laterals.

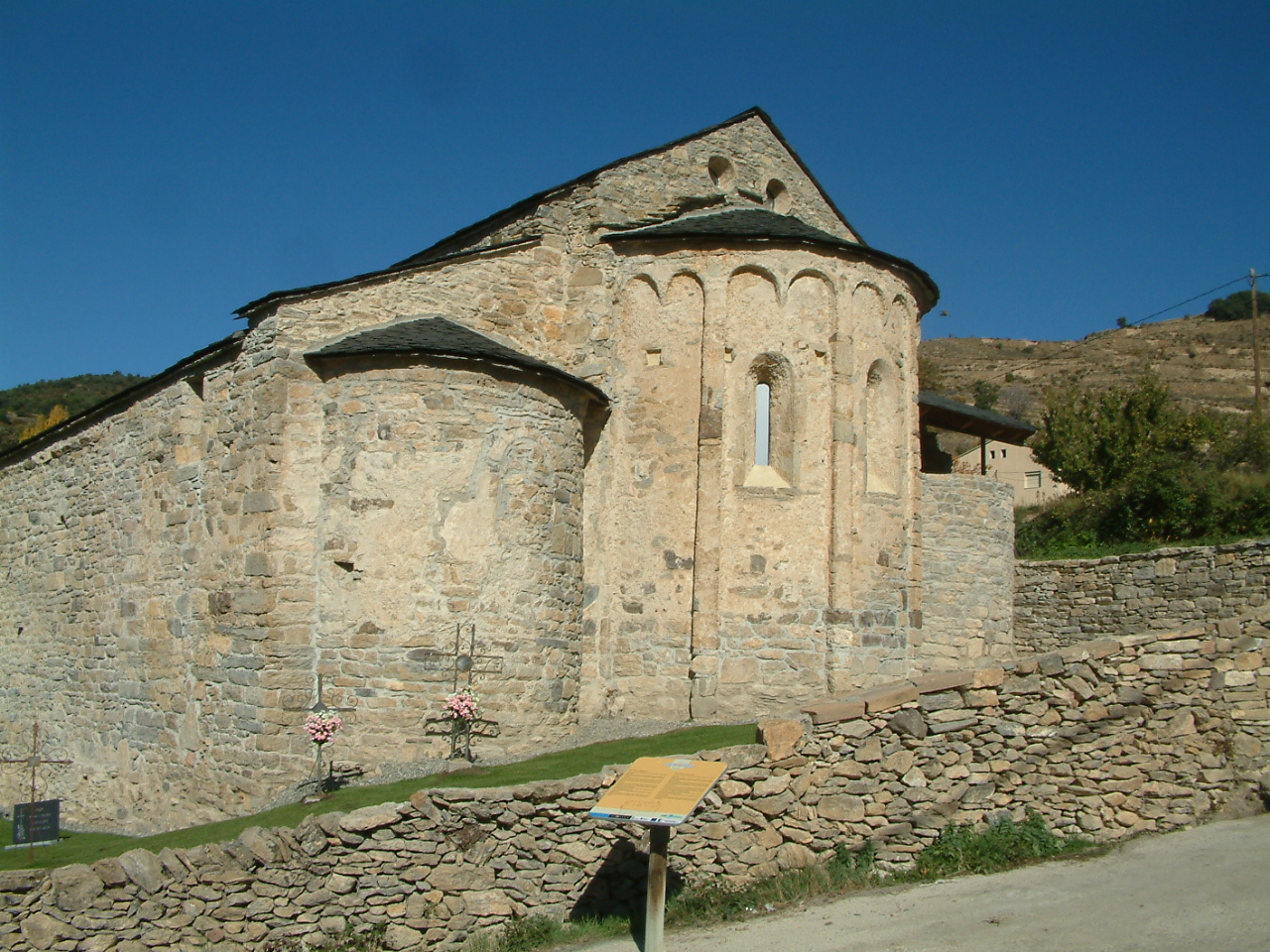
Absis reconstruït.

La nau septentrional es va ensorrar i quedà eliminada amb el paredat dels arcs forners d'aquest costat. Aquests arcs arrenquen de quatre pilars cruciformes, i també recollien els arcs torals que sostenien la volta. L'àrea presbiterial queda aixecada respecte a les naus. S'accedeix a l'edifici gràcies a una porta de mig punt situada al sud, on hi ha finestres que es corresponen amb les tres naus. L'absis està ornamentat amb pintures murals.
Els exteriors presenten una absidiola de mur llis, al costat de l'absis central, més gran, decorat amb arcuacions llombardes, cegues i lesenes, entre les quals s'obren finestres d'esqueixada doble. L'aparell és de pedra irregular, amb carreus més grans a les cantoneres, disposats ordenadament en filades uniformes. Es tracta d'una forma anomenada popularment com a «tirada de gavatx».
L'entrada al recinte i al cementiri és una singular estructura porticada, suportada amb pilars de pedra i columnetes de fusta treballada, que recorden les formes d'un comunidor.

## Història

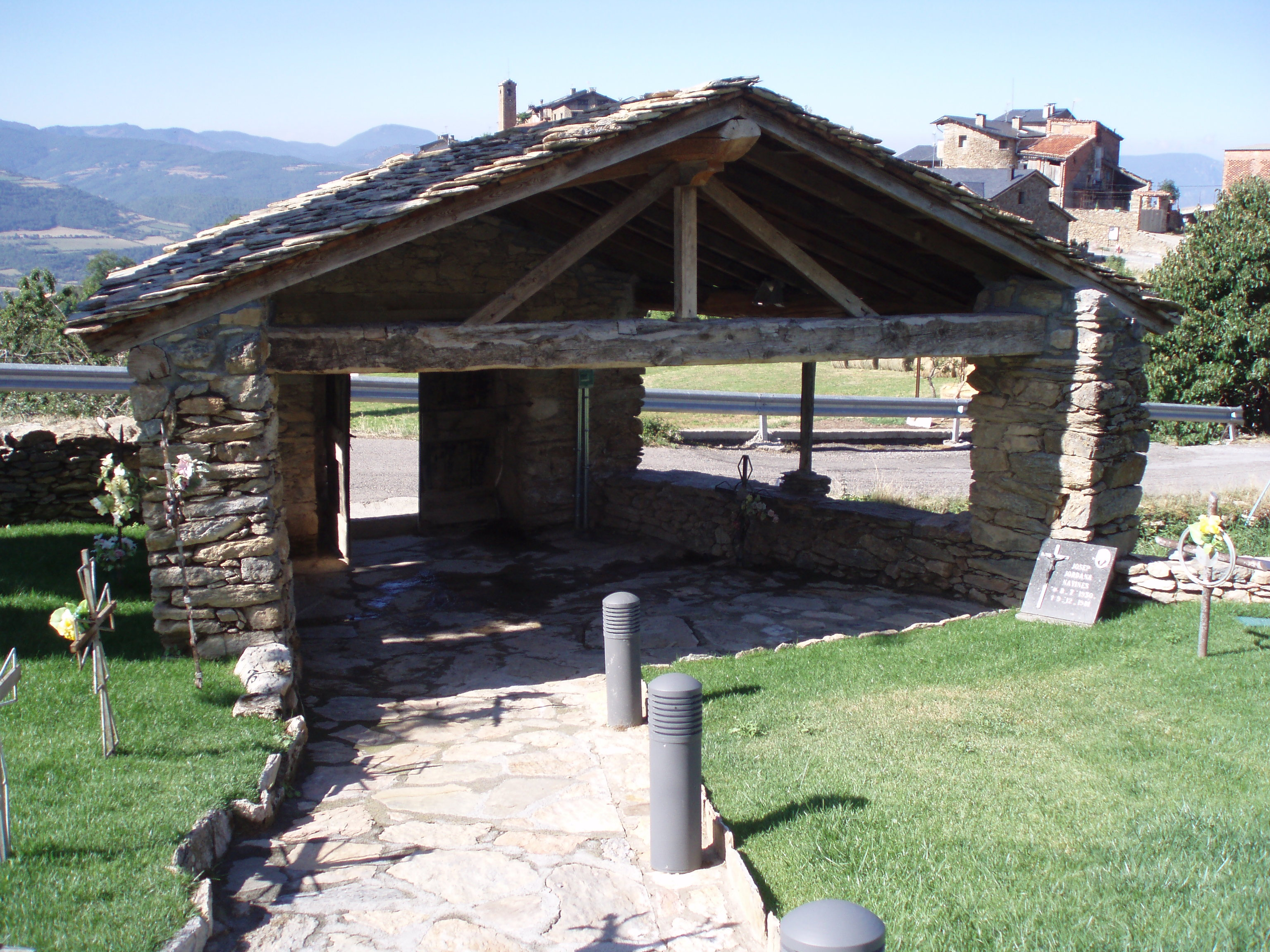
Comunidor

El topònim Estamariu apareix documentat per primer cop l'any 893. Tot i que el temple és esmentat l'any 839 en la discutible acta de consagració de la Seu, les restes actuals corresponen a una edificació romànica de la primera meitat del segle xi. Així, l'església de Sant Vicenç consta per primera vegada en el testament de la vescomtessa Sança de 1019. Durant l'edat moderna, les visites parroquials aportaren noves informacions, concretament, en la visita de 1575, queda reflectida la disposició interna del temple. S'esmenten el baptisteri, els altars que hi ha a banda i banda de l'altar major; el de Santa Maria, Santa Cecília, el de Sant Pere i el de Sant Esteve. També parla de l'existència del campanar. En la visita de 1758, es diu que és la parròquia vella, que només té culte per Tot Sants, i que havia estat substituïda per l'església del Roser, actual església parroquial de Santa Cecília.
L'església de Sant Vicenç, va ser un lloc de culte, fins després de la guerra civil (1936-1939), on se celebraven els oficis de difunts. Es va conservar acceptablement fins cap al 1950, moment en què es va esfondrar la coberta i van començar a créixer les bardisses. La construcció d'un cementiri nou, allunyat del poble, va accelerar la seva decadència, però sortosament ha estat reconstruïda. El 1980 es realitza una primera neteja del recinte.
| De la decadència... | 1950 - 1999 | A la reconstrucció... | 1999 |
| ------------------- | ----------- | --------------------- | ---- |
|                     |             |                       |      |

El 1993 es fa una neteja per membres del Centre d'Estudis de l'Alt Urgell i voluntaris del poble. És en el 1999 que s'inicia la restauració de la coberta i del comunidor. El 2002 es crea la Fundació Sant Vicenç d'Estamariu. El 2008 s'inaugura amb el resultat de les intervencions.

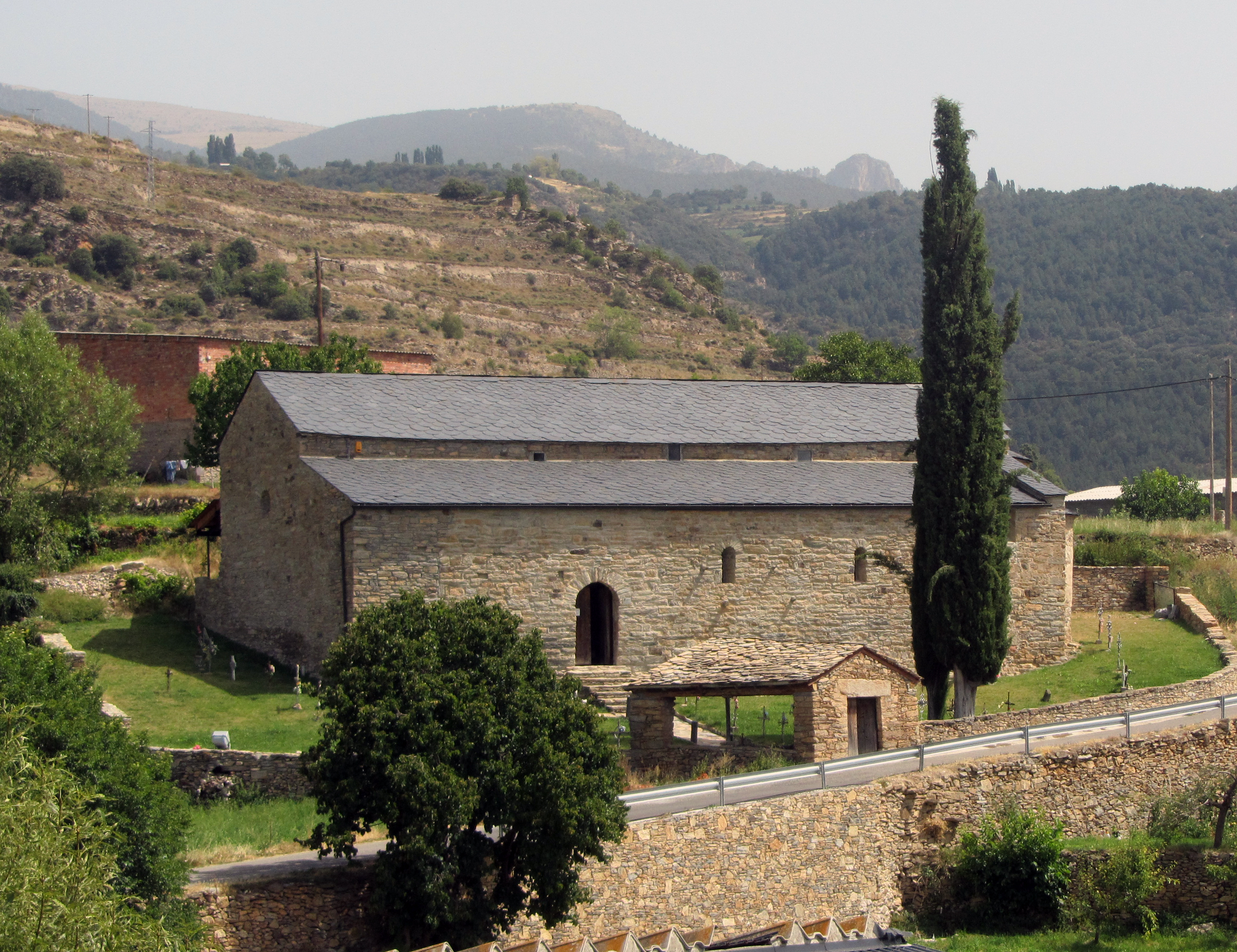
Vista general.

Des de principis del segle xxi, la fundació privada Sant Vicenç d'Estamariu ha treballat per recuperar arquitectònicament el monument. Entre les intervencions més importants es troba la recuperació de la coberta. Durant l'any 2003, el Centre de Restauració de Béns Mobles de la Generalitat de Catalunya, va intervenir en una campanya per consolidar les restes pictòriques d'època romànica que es conserven al temple, comparables a les obres del cercle de Taüll per la seva qualitat. L'any 2007, el Departament de Cultura i Mitjans de Comunicació i la Fundació Privada Sant Vicenç d'Estamariu, van col·laborar econòmicament en la recuperació d'aquestes pintures.

## Les pintures romàniques

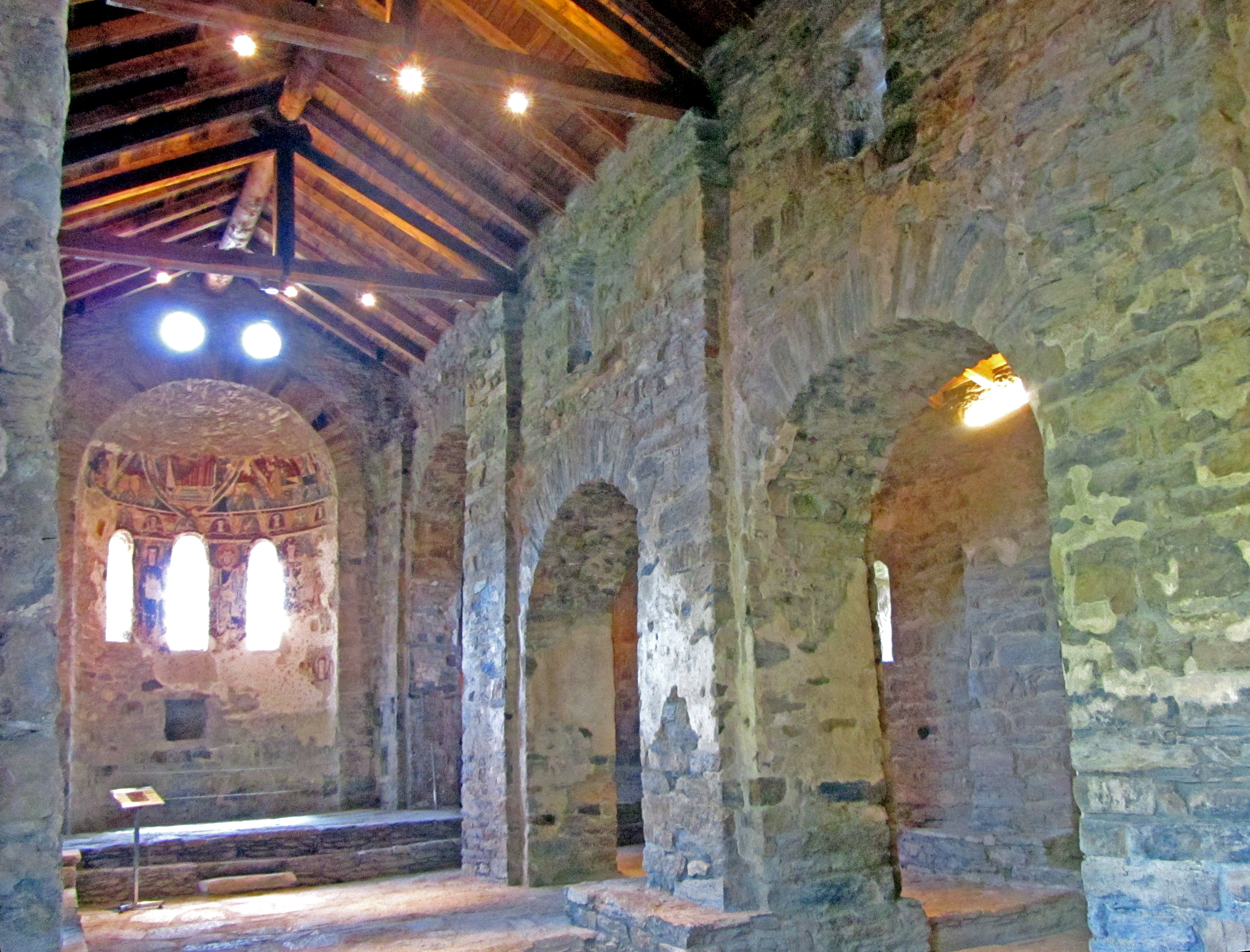
Interior de l'església

Les pintures de Sant Vicenç d'Estamariu són les úniques conservades en el seu lloc original, són d'una extensió considerable, malgrat les pèrdues. Una primera mirada, de dalt a baix, ens permet distingir els peus del Crist Majestat i els símbols dels evangelistes (el lleó de Sant Marc, el toro de Sant Lluc, restes de l'àliga de Sant Joan, un àngel i un arcàngel a banda i banda). A sota, un fris, on s'alternen animals simbòlics i cares de màrtirs, que representa el 'mar de vidre' que, segons l'Apocalipsi, hi ha sota el tron de Déu. Entre les finestres obertes en l'absis, podem veure-hi: la Mare de Déu, Sant Pau (a l'esquerra), una altra figura més (potser Sant Joan), i una quarta figura, molt malmesa (a la dreta de l'absis).
Sota d'aquestes figures, a la banda dreta, hi ha les restes de dues cares: la de Santa Àgata, amb la seva inscripció que la identifica i una altra sense identificació. Les pintures, realitzades amb la tècnica del fresc, aplicació de pigments sobre una capa de calç humida, tenen una rica paleta cromàtica, amb elements com l'atzurita i el cinabri. Podem reconèixer, en l'estil de les pintures, dues personalitats principals: la del cercle de Pedret, en els caps dels màrtirs, la de més qualitat i la més clàssica i una altra més expressionista en les figures de la Mare de Déu i de sant Pau. La realització de les pintures es podria datar pels volts de l'any 1135. Aquests frescos es van tapar amb una capa de calç cap a la meitat del segle xiv, quan es va instal·lar el baldaquí i el retaule de Sant Vicenç, avui al Museu Nacional d'Art de Catalunya.